# Rho Telescopii
Rho Telescopii (45 Telescopii) é uma estrela na direção da constelação de Telescopium. Possui uma ascensão reta de 19h 06m 19.92s e uma declinação de −52° 20′ 26.3″. Sua magnitude aparente é igual a 5.17. Considerando sua distância de 171 anos-luz em relação à Terra, sua magnitude absoluta é igual a 1.57. Pertence à classe espectral F7V.